# Колбешкін Олексій Юхимович
Олексій Юхимович Колбешкін (нар. 26 серпня 1945, тепер Російська Федерація) — радянський державний діяч, бригадир слюсарів-інструментальників Воронезького виробничого об'єднання «Електроніка». Кандидат у члени ЦК КПРС у 1986—1989 роках. Член ЦК КПРС у 1989—1990 роках. Народний депутат СРСР (1989—1991).

## Життєпис
Закінчив середню школу.
У 1962—1966 роках — учень слюсаря, слюсар-інструментальник Воронезького електронного заводу.
У 1966—1968 роках — у Радянській армії.
У 1968—1970 роках — слюсар-інструментальник Воронезького науково-дослідного інституту. У 1970—1979 роках — слюсар-інструментальник, з 1979 року — бригадир слюсарів-інструментальників Воронезького науково-виробничого об'єднання «Електроніка».
Член КПРС з 1976 року.
Потім — на пенсії в місті Воронежі.

## Нагороди і звання
- орден Трудового Червоного Прапора
- орден Трудової Слави
- ордени
- медалі